# Domino's Pizza

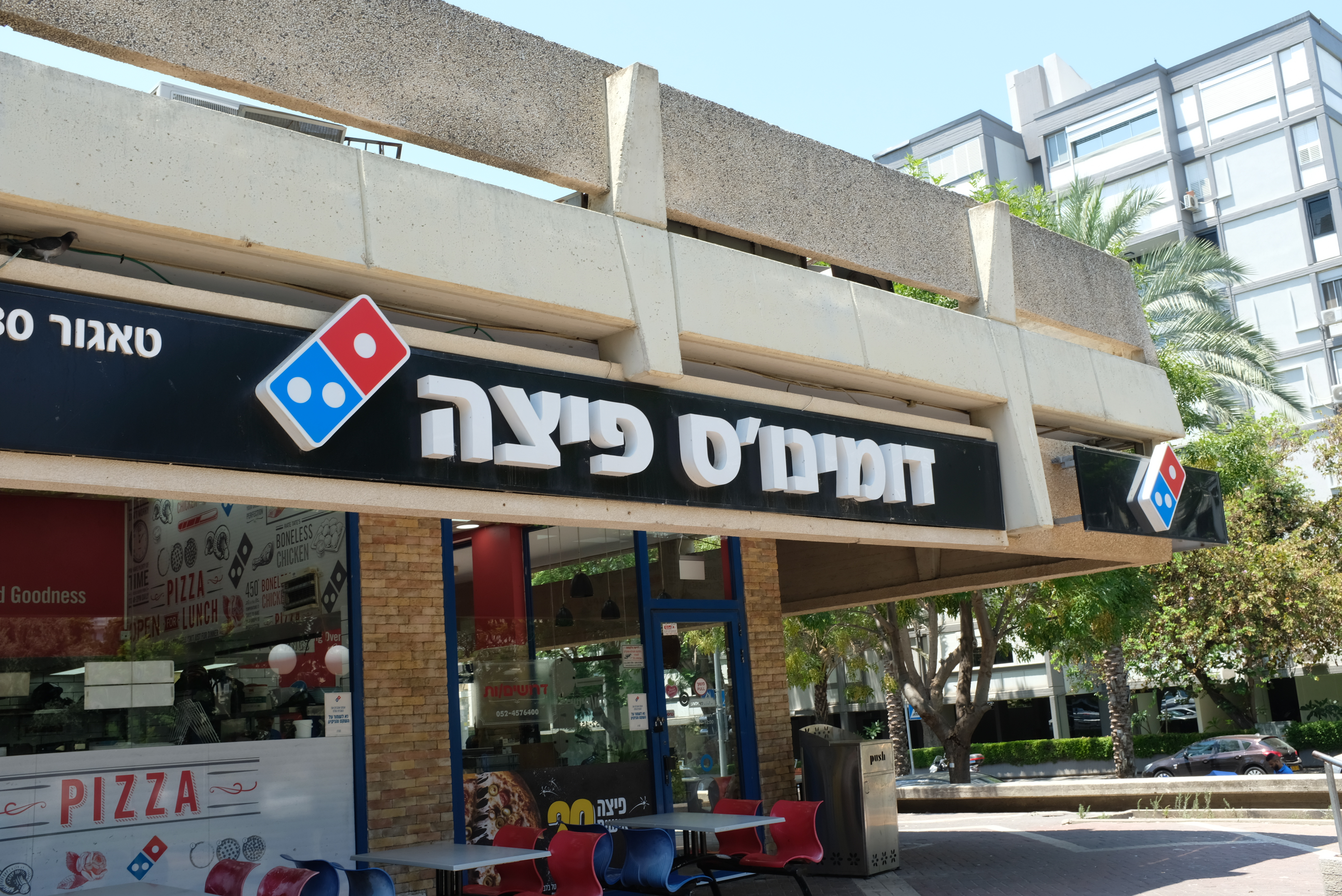
Pobočka řetězce v Tel Avivu v Izraeli

Domino's Pizza (často označovaná pouze jako Domino's) je americký řetězec rychlého občerstvení. Vznikl v roce 1960 v Ypsilanti v Michiganu. Zaměřuje se na prodej pizzy.
K roku 2018 měl řetězec na světě 15 tisíc poboček, z nichž přes 5 600 se nacházelo ve Spojených státech amerických. Řetězec měl ke stejnému roku pobočky v celkem 5 700 městech v 83 zemích, včetně většiny zemí Evropy a také Česka, kde měl řetězec pobočky v Praze a Brně.
Kromě pizzy prodává řetězec také těstoviny, kuřecí křídla, sendviče a dezerty. 